# 聖費利佩 (雷塔盧萊烏省)

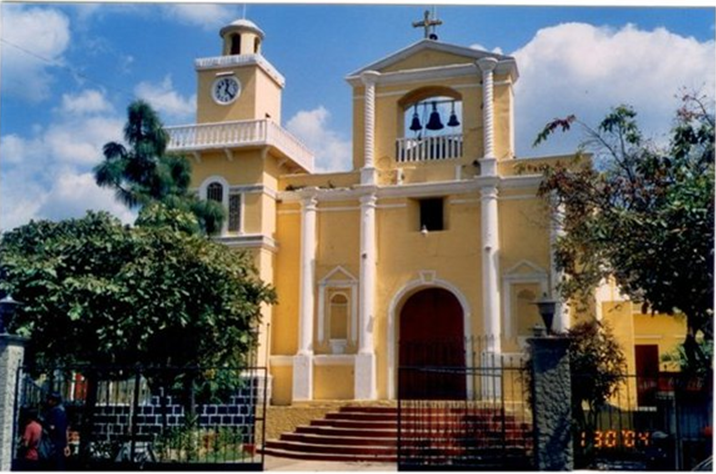

聖費利佩（西班牙語：San Felipe），是危地馬拉的城鎮，位於該國西南部，由雷塔盧萊烏省負責管轄，面積32平方公里，海拔高度588米，2002年人口17,268，人口密度每平方公里539.63人。
14°37′14″N 91°35′46″W / 14.62056°N 91.59611°W